# Царі Спарти
Царі Спарти — правителі давньогрецького полісу Спарта. Ще в ахейську добу у спартанській державі склалась диархія, коли, після завоювання Пелопоннесу дорійцями, Лаконія, найменш родюча і незначна область, внаслідок обману при жеребкуванні, дісталася неповнолітнім синам-близнюкам Арістодема — Еврісфену і Проклу. Втім існують й інші версії походження двоєвладдя.
Відтак у Спарті одночасно правили два царі, один з яких походив з династії Агіадів (за іменем Агіада, сина Еврісфена), інший — з династії Евріпонтидів (за іменем Евріпонта, онука Прокла). Царі мали право одноосібно приймати будь-які рішення, що впливали на долю держави, не узгоджуючи їх з другим царем, що дозволяло уникнути концентрації влади в одних руках.

## Міфічні царі
Лелегіди
- Лелег — автохтон
- Мілет — син Лелега
- Еврот — син Мілета

Лакедемоніди
- Лакедемон, чоловік Спарти
- Амікл — син Лакедемона, ойкіст міста Амікли
- Аргал — син Амікла
- Кінорт — син Амікла
- Перієр — син Кінорта
- Ойбал — син Кінорта
- Тіндарей — син Ойбала, чоловік Леди
- Гіппокоон — син Ойбала, брат Тіндарея.
- Тіндарей — син Ойбала, чоловік Леди (вдруге)

Атріди
- Менелай — чоловік Єлени, брат Агамемнона
- Орест — син Агамемнона.
- Тісамен — син Ореста.
- Діон
- невідомий

до-спартанські Геракліди
- Арістодем — син Арістомаха

Кадміди
- Фєрас (регент) — син Автісиона, онук Тісамена фіванського сина Терсандра и шурин Арістодема

## спартанські Геракліди
| - Еврісфен ? — бл. 930 до н. е. - Агіс I бл. 930 — бл. 900 до н. е. - Ехестрат бл. 900 — бл. 870 до н. е. - Лабота бл. 870 — бл. 840 до н. е. - Дорісс бл. 840 — бл. 820 до н. е. - Агесілай I бл. 820 — бл. 790 до н. е. - Архелай бл. 790 — бл. 760 до н. е. - Телекл бл. 760 — бл. 740 до н. е. - Алкамен бл. 740 — бл. 700 до н. е. - Полідор бл. 700 — бл. 665 до н. е. - Еврікрат бл. 665 — бл. 640 до н. е. - Анаксандр бл. 640 — бл. 615 до н. е. - Еврікратид бл. 615 — бл. 590 до н. е. - Лев бл. 590 — 560 до н. е. - Анаксандрид II бл. 560 — бл. 520 до н. е. - Клеомен I бл. 520 — бл. 490 до н. е. - Леонід I бл. 490 — 480 до н. е. - Плістарх 480 — бл. 459 до н. е. - Плістонакс бл. 459 — 409 до н. е. - Павсаній 409 — 395 до н. е. - Агесіполід I 395 — 380 до н. е. - Клеомброт I 380 — 371 до н. е. - Агесіполід II 371 — 370 до н. е. - Клеомен II 370 — 309 до н. е. - Арей I 309 — 265 до н. е. - Акротат II 265 — 262 до н. е. - Арей II 262 — 254 до н. е. - Леонід II 254 — 235 до н. е. - Клеомен III 235 — 222 до н. е. | - Прокл — бл. 930 до н. е. - Соос ? — бл. 890 до н. е. - Евріпон бл. 890 — бл. 860 до н. е. - Пританід бл. 860 — бл. 830 до н. е. - Полідект бл. 830 — бл. 800 до н. е. - Евном бл. 800 — бл. 780 до н. е. - Харілай бл. 780 — бл. 750 до н. е. - Нікандр бл. 750 — бл. 720 до н. е. - Теопомп бл. 720 — бл. 675 до н. е. - Анаксандрид I бл. 675 — бл. 645 до н. е. - Завксідам бл. 645 — бл. 625 до н. е. - Анаксідам бл. 625 — бл. 600 до н. е. - Архідам I бл. 600 — бл. 575 до н. е. - Агасікл бл. 575 — бл. 550 до н. е. - Арістон бл. 550 — бл. 515 до н. е. - Демарат бл. 515 — бл. 491 до н. е. - Леотіхід бл. 491 — 469 до н. е. - Архідам II 469 — 427 до н. е. - Агіс II 427 — 401/400 до н. е. - Агесілай II 401/400 — 360 до н. е. - Архідам III 360 — 338 до н. е. - Агіс III 338 — 331 до н. е. - Евдамід I 331 — бл. 305 до н. е. - Архідам IV бл. 305 — бл. 275 до н. е. - Евдамід II бл. 275 — бл. 245 до н. е. - Агіс IV бл. 245 — 241 до н. е. - Евдамід III 241 — 228 до н. е. - Архідам V 228 — 227 до н. е. - Евклід 227 — 221 до н. е. |

Після поразки Клеомена III у битві при Селласії і відповідно перемоги Антигона Досона і Ахейського союзу, спартанська державна система почала руйнуватися. В період від 221 по 219 до н. е. Спарта була республікою, після чого знову стала монархією на чолі з царями:
- Агесіполід III — Агіад — 219 — 215 до н. е.
- Лікург — Евріпонтид — 219 — 210 до н. е.
- Маханід 210 — Тиран —  — 207 до н. е.
- Пелопс — Евріпонтид — 210 — 206 до н. е.
- Набіс  — узурпатор — 207— 192 до н. е.
- Лаконік 192 до н. е. —?  — останній цар з роду Гераклідів.